# A Nova Revelação
A Nova Revelação (em inglês: The New Revelation: My Personal Investigation of Spiritualism ou, simplesmente, The New Revelation) é o título de um dos livros de Arthur Conan Doyle sobre o Espiritualismo, de acordo com a percepção anglo-saxônica. Foi publicado em 1918.

## Conteúdo
A todos os que, homens e mulheres, desde o mais humilde ao mais instruído, hão tido a coragem moral de afrontar, durante setenta anos, o ridículo ou os preconceitos mundanos, por dar testemunho de uma importantíssima verdade.— Conan Doyle, Dedicatória em A Nova Revelação
O livro, após uma dedicatória e prefácio, é dividido em quatro capítulos, seguidos ao final por um adendo com três seções, que são:

### As Pesquisas
Principia por um depoimento de Doyle, onde afirma que as investigações psíquicas são uma das questões que mais o fazem pensar, e aquela que mais demorou para formar uma opinião. Fala de sua condição materialista quando concluíra o curso de medicina em 1882, e que seguira acreditando numa negativa da sobrevivência da personalidade após a morte.
Em 1886 leu com ceticismo a obra "As reminiscências do juiz Edmundo". Argumentava que um acidente, ou mesmo substâncias como o álcool ou o ópio podem facilmente mudar o caráter da pessoa, a demonstrar que o "espírito" depende da matéria.
Afirma não possuir qualquer dote mediúnico e que, por não usar de médiuns, agia qual atrônomo sem telescópio, no afã de compreender o fenômeno que procurava reproduzir em reuniões de mesas girantes. Doyle então foi vítima de um engano das respostas obtidas por meio das mesas, o que muito o decepcionou: um espírito identificara-se, de modo detalhado, mas ao escreverem para o endereço fornecido, o correio retornou como inexistente. Apesar de esclarecido pelo General Drayson de que os homens e os espíritos guardam o mesmo caráter, havendo-os néscios e brincalhões, Doyle permaneceu cético.
Durante anos continuou a realizar experimentos junto às mesas falantes. Passa a integrar entidades de pesquisa e a ler relatórios acerca das mensagens de além-túmulo, inquéritos que davam pela veracidade dos fenômenos e a que o próprio Doyle acabou por render-se, face as infidáveis evidências colhidas.

### A Revelação
Neste segundo capítulo Doyle traz ponderações de como deve ser uma doutrina com os ensinamentos morais trazidos pelas mensagens dos supostos espíritos ou instrutores. Segundo imagina, não será uma nova religião, mas algo que fortaleça as religiões já existentes.
É, assim, que aprecia passagens do Novo Testamento, como a mensagem de Paulo de Tarso, quando este diz "Experimentai os espíritos, para saberdes se eles são de Deus", demonstrando, para ele, que os primitivos cristãos praticavam sobejamente o Espiritismo - descumprindo eventuais proibições do Velho Testamento que, assim, reservava esse conhecimento apenas ao clero.

### A Vida Futura
Neste terceiro capítulo o autor aprecia as mensagens acerca da vida após a morte. Relata que se passa por uma espécie de sono, e que o espírito surge no outro plano "fraco como a criança que acaba de nascer". Que, no outro plano, infindáveis círculos se sucedem, do mais ínfimo até o mais elevado, progressivos. Que nenhuma religião prevalece sobre a outra, importando apenas a pureza do coração. Conclui, lembrando que se houvesse um mundo mais denso que a Terra, o plano terreno seria para seus habitantes tão etéreo como acredita-se o mundo espiritual - embora ele exista, como existe o plano material.

### Problemas e Limitações
Neste quarto e último capítulo Doyle relata experiências pessoais, durante o sono. Que, a despeito de provadas comunicações enquanto se dorme, ainda assim estas não ficam devidamente registradas. Adverte para os enganadores entre os espíritos, capazes de afastar os bem intencionados. Que as ideias vigentes e os dogmas afastaram os homens das verdades divinas e que de mais provas não é necessário para se atestar a realidade espiritual.

### Documentos Suplementares
Sob este título, Doyle apresenta três outros capítulos, intitulados "A Outra Vida", "Escrita Automática" e "O Abrigo de Cheriton", no qual aprecia, pela ordem, livros acerca do tema; a forma de mediunidade da "escrita automática" e, finalmente, um caso de perseguição espiritual.